# Голоморфная динамика
Голоморфная динамика — раздел математики, изучающий свойства многократной итерации голоморфных функций на одномерных комплексных многообразиях (например, на комплексной плоскости {\displaystyle \mathbb {C} }), а также решение функциональных и дифференциально-функциональных уравнений с такими итерациями.